# La storia vera della signora dalle camelie
La storia vera della signora dalle camelie (em francês:  La Dame aux camélias; no Brasil: A Dama das Camélias) é um filme de drama franco-italiano de 1981, dirigido por Mauro Bolognini e estrelado por Isabelle Huppert.
É uma adaptação do romance La dame aux camélias de Alexandre Dumas, filho.

## Elenco
- Isabelle Huppert - Alphonsine Plessis
- Gian Maria Volonté - Plessis
- Bruno Ganz - Conde Perregaux
- Fabrizio Bentivoglio - Dumas, filho
- Clio Goldsmith - Clemence
- Mario Maranzana - Dumas, pai
- Yann Babilée - Agenor
- Carla Fracci - Marguerite Gauthier
- Cécile Vassort - Henriette
- David Jalil - Maxence
- Piero Vida
- Fabio Traversa - Priest
- Remo Remotti
- Mattia Sbragia
- Clara Colosimo
- Gina Rovere
- Stefania Pierangelini - Thérèse
- Fernando Rey - Conde Stackelberg